# Yeykell Romero
Yeykell Eliuth Romero Rodríguez (* 16. November 2002) ist ein nicaraguanischer Leichtathlet, der sich auf den Sprint spezialisiert hat. Aktuell ist er Inhaber der Landesrekorde über 100 und 200 Meter.

## Sportliche Laufbahn
Erste internationale Erfahrungen sammelte Yeykell Romero im Jahr 2019, als er bei den U18-Zentralamerikameisterschaften in San Salvador in 10,99 s die Silbermedaille im 100-Meter-Lauf gewann und sich auch über 200 Meter in 22,40 s die Silbermedaille sicherte. Anschließend schied er bei den Zentralamerikameisterschaften in Managua mit 11,36 s im Vorlauf über 100 Meter aus und verpasste mit 22,05 s auch über 200 Meter den Finaleinzug. Daraufhin schied er bei den U20-Panamerikameisterschaften in San José mit 11,06 s und 22,57 s jeweils im Vorlauf aus. 2021 gewann er bei den Zentralamerikameisterschaften ebendort in 10,50 s die Silbermedaille über 100 Meter hinter dem Panamaer Arturo Deliser und belegte in 21,67 s den vierten Platz im 200-Meter-Lauf. Daraufhin nahm er dank einer Wildcard über 100 Meter an den Olympischen Sommerspielen in Tokio teil und schied dort mit 10,70 s im Vorlauf aus, ehe er bei den U20-Weltmeisterschaften in Nairobi mit 10,63 s im Halbfinale ausschied. Im Jahr darauf siegte er in 21,18 s über 200 Meter bei den Zentralamerikameisterschaften in Managua und sicherte sich in 10,82 s die Silbermedaille über 200 Meter. Zudem belegte er mit der nicaraguanischen 4-mal-100-Meter-Staffel in 43,47 s den fünften Platz und gewann mit der 4-mal-400-Meter-Staffel in 3:16,09 min die Silbermedaille. 2023 belegte er bei den Zentralamerikameisterschaften in San José in 10,61 s den sechsten Platz über 100 Meter und verteidigte über 200 Meter in 21,09 s seinen Titel. Zudem belegte er mit der 4-mal-100-Meter-Staffel in 42,63 s den fünften Platz und gelangte mit der 4-mal-400-Meter-Staffel mit 3:17,20 min auf Rang vier. Anschließend schied er bei den U23-NACAC-Meisterschaften ebendort mit 10,37 s und 21,46 s jeweils im Vorlauf aus. Im August startete er bei den Weltmeisterschaften in Budapest und schied dort mit 21,71 s in der ersten Runde über 200 Meter aus.

## Persönliche Bestzeiten
- 100 Meter: 10,49 s (+1,7 m/s), 9. Oktober 2021 in Managua (nicaraguanischer Rekord)
- 200 Meter: 21,18 s (+1,4 m/s), 3. Juli 2022 in Managua (nicaraguanischer Rekord)